# Ram Gopal Varma

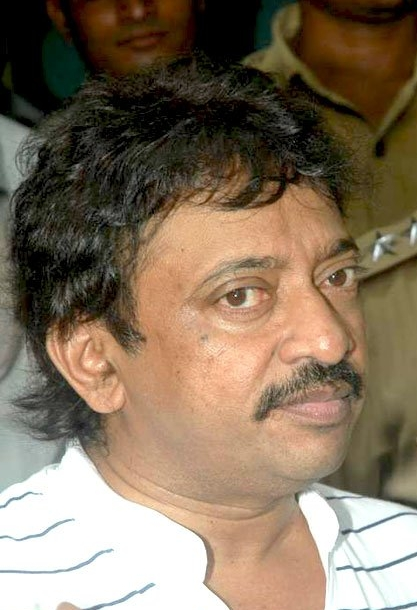
Ram Gopal Varma

Ram Gopal Varma (auch RGV oder Ramu; * 7. April 1962 in Hyderabad, Andhra Pradesh) ist ein südindischer Filmregisseur, Produzent und Drehbuchautor. Er ist im Hindi-Film aktiv.

## Biographie
Varma war vor seiner Karriere als Regisseur Ingenieur. Als Regisseur hat er das indische Kino – neben seinem Freund Mani Ratnam – maßgeblich beeinflusst. Während Ratnam durch seine deutlichen, politischen Aussagen im Film beeindruckt, ist es Varmas handwerkliche Arbeitsweise. Diese nähert Hindi-Filme qualitativ an Hollywood an. Protegiert und gefördert hat Varma vor allem die Karriere von Antara Mali, die immer wieder in von ihm produzierten oder verfilmten Schauspielen auftrat.
2007 drehte Varma eine Neuverfilmung von Sholay, des bekanntesten und erfolgreichsten Hindi-Films aller Zeiten. Amitabh Bachchan, der im Original noch einen der Helden verkörperte, übernahm die Rolle des Bösewichts. Varma musste seinen Film nach einer Entscheidung des Delhi High Court in Ram Gopal Varma Ki Aag umbenennen; die Namen der handelnden Personen mussten ebenfalls verändert werden. Der Film war ein Flop und verschwand schnell aus den Kinos.

## Filmografie (Regie)
| - 1989: Shiva - 1991: Kshana Kshanam - 1992: Raat - 1992: Antam - 1992: Drohi - 1993: Gaayam - 1993: Govindha Govindha - 1995: Rangeela - 1996: Great Robbery - 1996: Deyyam - 1997: Anaganaga Oka Roju - 1997: Daud: Fun on the Run - 1998: Satya - 1999: Prema Katha - 1999: Kaun? | - 1999: Mast - 2000: Jungle - 2002: Company – Das Gesetz der Macht - 2003: Bhoot - 2004: Naach - 2005: Sarkar - 2006: Shiva - 2006: Darna Zaroori Hai - 2007: Nishabd - 2007: Ram Gopal Varma Ki Aag - 2007: Darling - 2008: Sarkar Raj - 2008: Contract - 2008: Phoonk - 2009: Agyaat | - 2010: Rann - 2010: Rakta Charitra - 2010: Phoonk 2 - 2011: Katha Screenplay Darshakatvam Appalarajuilm - 2011: Shabri - 2011: Dongala Mutha - 2011: Bejawada - 2011: Not a Love Story - 2012: Department - 2012: Bhoot Returns - 2013: The Attacks of 26/11 - 2013 Psycho - 2013: Satya 2 - 2014 Rowdy - 2014 Ice Cream | - 2014 Anukshanam - 2014 Ice Cream 2 - 2015 365 Days - 2016: Killing Veerappan - 2016: Veerappan - 2016: Attack - 2016: Vangaveeti - 2017: Sarkar 3 |